# Maggie Furey
Maggie Furey (Hertfordshire, Engeland, 5 november 1955) is een Engels docente, schrijfster en recensent (voor 'BBC Radio Newcastle'), ze was adviseur in het 'Durham Reading Resources Centre' en ze heeft leesacties voor kinderen georganiseerd. Ze woont in County Wicklow in Ierland. Ze is een bekende fantasy-auteur, vooral door haar 'De kronieken van Aurian'-serie (The Artifacts of Power).

## Oeuvre

### De kronieken van Aurian
- De Magiërs van Nexus (1994)
- De Harp der Winden (1995)
- Het Vlammende Zwaard (1995)
- Dhiammara (1996)

### The web
- 6. Sorceress (1998)
- 10. Spindrift (1998)

### Het schaduwverbond
- Het hart van Myrial (1999)
- De geest van de steen (2001)
- Het oog van de eeuwigheid (2002)

### Chronicles of the Xandim
- Heritage Of The Xandim (2008)
- Exodus Of The Xandim (2009)

- Bibliothèque nationale de France: cb130011750 (data)
- CiNii: DA1175954X
- Gemeinsame Normdatei: 1031972242
- International Standard Name Identifier: 0000 0001 1628 5379
- Library of Congress Control Number: n94051753
- Nationale bibliotheek van Australië: 35327509
- Nationale Bibliotheek van Israël: 987007444445905171
- Nederlandse Thesaurus van Auteursnamen: 141101954
- Système universitaire de documentation: 121818411
- Trove: 912977
- Virtual International Authority File: 41973740
- WorldCat: E39PBJq6XrDPFf6G4yykhMCRKd